# Louestault
Louestault – miejscowość i dawna gmina we Francji, w Regionie Centralnym, w departamencie Indre i Loara. W 2013 roku populacja gminy wynosiła 388 mieszkańców. 
W dniu 1 stycznia 2017 roku z połączenia dwóch ówczesnych gmin – Beaumont-la-Ronce oraz Louestault – utworzono nową gminę Beaumont-Louestault. Siedzibą gminy została miejscowość Beaumont-la-Ronce. 